# بورليدم (تشيشير)
بورليدم (بالإنجليزية: Burleydam)‏ هي قرية تقع في المملكة المتحدة في شمال غرب إنجلترا.